# Desmognathus abditus

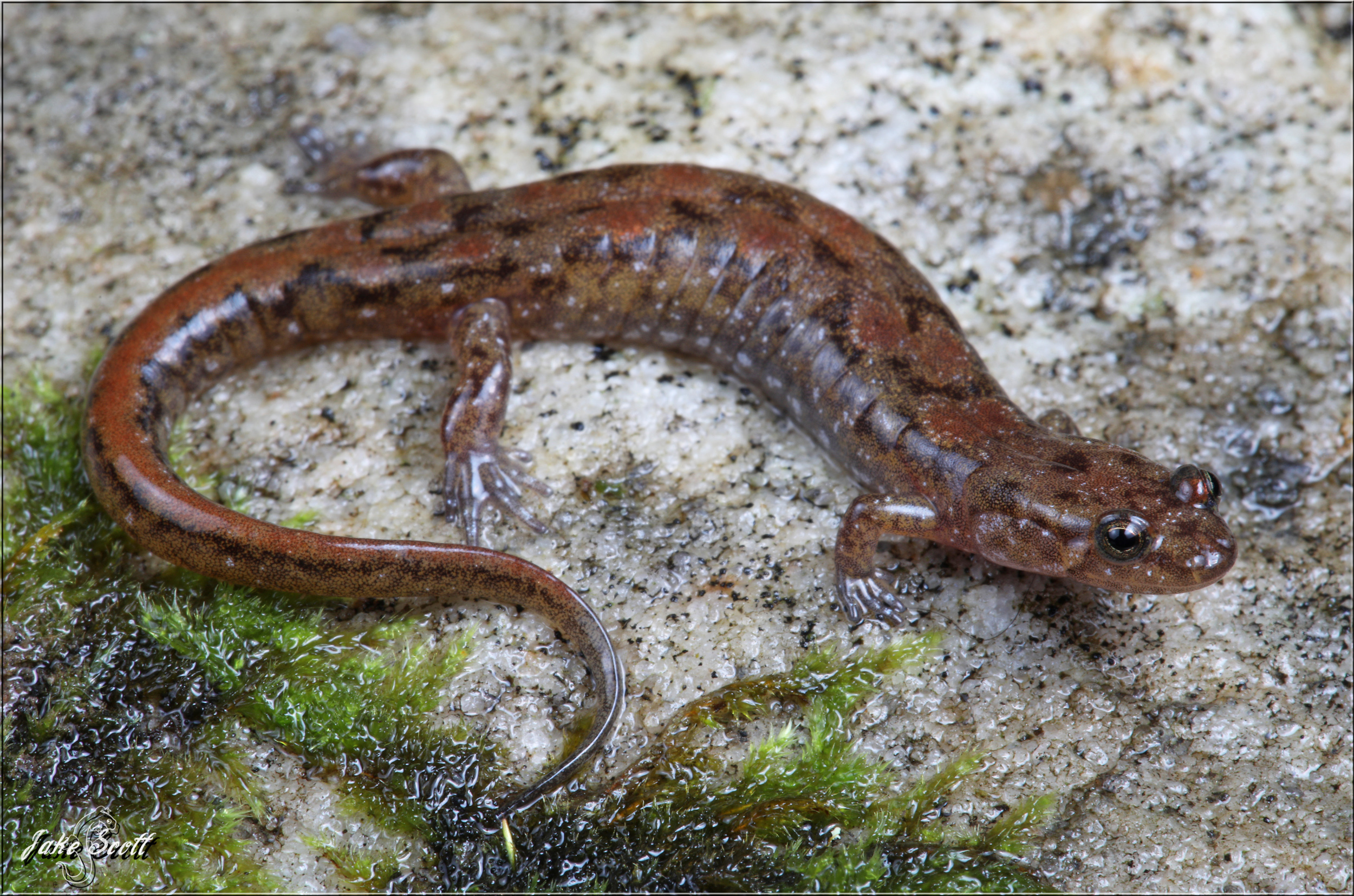
Salamandra oscura Cumberland (Desmognathus abditus)

La salamandra oscura de Cumberland (Desmognathus abditus) es una especie de salamandra de la familia de las salamandras apulmonares, Plethodontidae . Es endémica de los Estados Unidos. Su hábitat natural son los bosques templados y los ríos. Esta especie está amenazada por la pérdida de hábitat.

## Distribución y hábitat
Esta especie fue descrita por primera vez por Anderson y Tilley en 2003 y se tiene poca información al respecto. Antes de ese momento, se pensaba que la salamandra oscura de la montaña Allegheny ( Desmognathus ochrophaeus ) era una sola especie, pero desde entonces los estudios que utilizan la secuenciación de ácidos nucleicos y la electroforesis en gel de agar han demostrado que es un complejo de especies. La salamandra oscura de Cumberland es uno de los cinco miembros de este complejo y se ha encontrado en varios sitios de Tennessee en la meseta de Cumberland . El más al norte de estos está cerca de Wartburg en el condado de Morgan y el más al sur está en Cumberland Plateau cerca de Tracy City en el condado de Grundy. Todos los especímenes conocidos se han encontrado debajo de rocas en arroyos o dentro de un metro (yarda) de agua corriente. Una ubicación preferida son las rocas cubiertas de musgo detrás de las cascadas. 

## Ecología
Otras especies de salamandras ocupan el mismo rango que la salamandra oscura de Cumberland y se cree que se hibrida con la salamandra oscura de la montaña Allegheny ( Desmognathus ochrophaeus ) y la salamandra de Ocoee ( Desmognathus ocoee ).
Es probable que la salamandra oscura de Cumberland se alimente de pequeños invertebrados que se encuentran en la hojarasca. Es posible que sea comida por pequeños mamíferos, aves y serpientes y quizás por otras salamandras más grandes del género Desmognathus . 

## Estado
La salamandra parda de Cumberland figura como " casi amenazada " en la Lista Roja de Especies Amenazadas de la UICN. Se desconoce el tamaño exacto de la población, pero la especie está restringida a una sola extensión de tierra en Tennessee y su hábitat natural está amenazado por la construcción de casas de retiro y de vacaciones. Su estado se hace más seguro por el hecho de que se encuentra en dos áreas protegidas, el Parque estatal Frozen Head y el área del río Obed, que está designada como "Río Nacional Salvaje y Escénico".